# Aconitum patulum
Aconitum patulum är en ranunkelväxtart som beskrevs av Michio Tamura. Aconitum patulum ingår i släktet stormhattar, och familjen ranunkelväxter. Inga underarter finns listade i Catalogue of Life.